# Sidney Sampaio
Sidney Sampaio, właściwie Sidney Sampaio de Souza (ur. 21 kwietnia 1980 w Lucélii w stanie São Paulo) – brazylijski aktor telewizyjny i filmowy, model.

## Życiorys
Urodził się jako syn Edny Sampaio de Souzy i José Pinheiro de Souzy. Mając 18 lat zadebiutował w serialu Sandy & Junior. W 2001 roku dołączył do telenoweli Malhação i pozostał tam aż do 2003 roku, kiedy przeniósł się do telenoweli SBT Canavial de Paixões. W 2005 powrócił do stacji Globe jako naiwny Felipe Ávilla Blanco Dias, syn Rafaela (głównego bohatera, granego przez Eduardo Moscovisa). W telenoweli Siedem grzechów (Sete Pecados, 2007) był pierwszym antagonistą.
Ponadto profesjonalnie grał w koszykówkę. W 2008 roku Joaçabie brał udział w karnawałowej paradzie – SC desfilando przez Grêmio Recreativo Escola de Samba Aliançaony.
W 2009 zagrał Żyda Benjamima w telenoweli Caras & Bocas. Był gospodarzem konkursu w Aquele Beijo (2011). W telenoweli Salve Jorge (2012) wystąpił jako młody porucznik Ciro Bastos. W serialu Dziesięć przykazań (Os Dez Mandamentos, 2015-2016) wystąpił jako Jozue.
Z nieformalnego związku z producentką telewizyjną Julianą Gamą ma syna Leonardo (ur. 2010). Wziął udział w programie „Domingão Faustão” – „Dança dos Famosos”, gdzie poznał tancerkę Carolinę Nakamurę (2007) i po czterech latach, w 2013 roku i związał się z nią.

## Wybrana filmografia
- 1998: Sandy & Junior jako Fred
- 2001-2002: Malhação jako Daniel Bittencourt
- 2003: Canavial de Paixões jako Guilherme de Almeida
- 2005: Alma Gêmea jako Felipe Ávilla Blanco Dias
- 2006: Na kartach życia (Páginas da Vida) jako Vinícius Pessoa
- 2007: Dança dos Famosos 4 jako Ele mesmo
- 2007: Sete Pecados jako Pedro
- 2008: Casos e Acasos jako Luciano
- 2008: Malhação jako Tony Fontes
- 2009: Caras & Bocas jako Benny (Benjamin Abraham)
- 2010: Ação da Vida jako Jonas
- 2010: S.O.S. Emergência jako Tiago
- 2011: Ti Ti Ti jako Érico
- 2011: Aquele Beijo jako gospodarzem konkursu
- 2012: Salve Jorge jako Ciro Bastos
- 2013: Mais Você jako Ele mesmo – Super Chef
- 2013: Malhação jako David
- 2013: Amor à Vida jako Elias
- 2015-2016: Dziesięć przykazań (Os Dez Mandamentos) jako Jozue
- 2016: Ziemia Obiecana (A Terra Prometida) jako Jozue